# 左文辉
左文辉（1909年3月—2014年5月5日）陕西三原人，中华人民共和国官员。

## 生平
1909年3月，左文辉出生于陕西三原。1925年，参加中国共产党领导的革命。1930年9月，由习仲勋、李特生介绍加入中国共产党。1932年4月，在中共陕西地下省委领导下，他和刘林甫、习仲勋、李特生、吕剑人、许天洁等人组织并参加了“两当兵变”。
1941年1月到1949年6月，历任陕甘宁边区警备旅二团参谋长、合阳县游击队支队长。抗日战争时期，他转战于陕甘宁边区，负责保卫中共中央、开展大生产。1945年7月，抗日战争即将结束，在陕甘宁边区关中司令部领导下，他率部队与国军胡宗南部在陕甘宁边区爷台山最后一次反摩擦战斗中，七天六夜坚守阵地，击退胡宗南部数十次进攻，配合了中国人民解放军在其他战场取胜。第二次国共内战中，他领导或参加了陕西渭北很多县区的战斗，并指挥了智取华山的战斗。
1949年7月起，历任渭南军分区参谋长、青海省公安总队副总队长、青海省民政厅副厅长。中华人民共和国成立初期，他到青海省参加了平定叛乱、建设新青海的工作。1955年获授中国人民解放军上校军衔。1963年他调回陕西省人民委员会工作，后来任陕西省人民政府视察室视察专员，直到1982年9月。1982年10月，左文辉离职休养。左文辉先后获得八一奖章、三级独立自由勋章、三级解放勋章，他还获得了解放西北功臣章。
2014年5月5日，左文辉在西安病逝，享年105岁。逝世后，习近平（习仲勋之子，中共中央总书记）、刘云山、胡锦涛、朱镕基、赵乐际等人分别致电慰问并且送花圈。习仲勋夫人齐心委托专人赴左文辉家中吊唁并致送花圈。